# Steve Buscemi
Steven Vincent Buscemi (pronunciado /buʃˈʃɛːmi/) (Nueva York, 13 de diciembre de 1957), más conocido como Steve Buscemi, es un actor, productor y director de cine y televisión estadounidense. Su carrera abarca cinco décadas durante las cuales ha actuado en más de cien películas y series de televisión en papeles cómicos y dramáticos. Ha intervenido tanto en cintas independientes como comerciales, habiendo recibido los premios Globo de Oro, SAG, Emmy e Independent Spirit. Sin embargo, su extenso trabajo en filmes de bajo presupuesto lo llevó a ser considerado por varios críticos de cine —entre ellos Roger Ebert— como una de las principales figuras del cine independiente estadounidense. Conocido principalmente como actor de carácter y por interpretar personajes excéntricos y criminales, el actor no ha rechazado el hecho de ser a menudo encasillado en ese tipo de papeles.
Su camino como intérprete comenzó a finales de los años 1970 en clubes de Nueva York, donde por las noches se presentaba como comediante y durante el día estudiaba actuación en el Instituto de Teatro y Cine Lee Strasberg, mientras que para subsistir realizaba trabajos como ayudante de camarero y empleado de mudanzas. Más tarde, consiguió un empleo como bombero, tarea a la que se dedicó los siguientes cuatro años, al mismo tiempo que creaba y actuaba en sus propias obras de teatro con Mark Boone Junior. A mediados de los años 1980 obtuvo sus primeros papeles en el cine y su carrera tomó impulso gracias a su actuación en su tercer filme, Parting Glances (1986). Sus primeros años en la industria del cine estuvieron marcados por su participación en cintas de directores de renombre como Historias de Nueva York (1989), de Martin Scorsese; Mystery Train (1989), de Jim Jarmusch; y Barton Fink (1991), de los hermanos Coen, consolidándose como actor al ganar un Independent Spirit Award al mejor actor de reparto por su rol en Reservoir Dogs (1992) y trabajar regularmente en producciones de los Coen como Fargo (1996) y El gran Lebowski (1998). Posteriormente, su presencia empezó a hacerse notar también en producciones de grandes presupuestos como Con Air (1997), Armageddon (1998), Big Fish (2003) y La isla (2005), y apareció repetidas veces haciendo cameos en comedias de Adam Sandler.
A pesar de ser mayormente conocido por sus papeles secundarios, en su filmografía se incluyen además roles como protagonista, entre ellos In the Soup (1992), Living in Oblivion (1995), Ghost World (2001), Delirious (2006) y La muerte de Stalin (2017). Asimismo incursionó como actor de voz en varios filmes animados, incluyendo las franquicias de Monsters, Inc. (2001 y 2013) y Hotel Transylvania (2012, 2015, 2018 y 2021). En ocasiones ha realizado cameos o apariciones especiales en la televisión, con papeles en series como Miami Vice (1986), Tales from the Crypt (1993), Las aventuras de Pete y Pete (1992-1994), ER (2008) y Philip K. Dick's Electric Dreams (2017). Actuó en reiteradas ocasiones en 30 Rock (2007-2013) y Portlandia (2011-2017), prestó su voz en dos episodios de Los Simpson (2003 y 2007), fue dos veces anfitrión de Saturday Night Live (1998 y 2011), condujo su propio talk show, Park Bench with Steve Buscemi (2014-2015), y coprotagonizó Horace and Pete (2016) y Miracle Workers (2019-2023). Más notablemente, fue miembro regular en la quinta temporada de Los Soprano (2004) como Tony Blundetto y su carrera se vio revitalizada gracias a su interpretación protagónica como Nucky Thompson en Boardwalk Empire  (2010-2014).
Sumado a su trabajo como actor, en 1996 Buscemi estrenó su primer largometraje como director, Trees Lounge, una comedia negra que también protagonizó y escribió en parte inspirándose en su propia vida. A continuación dirigió el drama carcelario Animal Factory (2000), el drama de humor negro Lonesome Jim (2005) y el remake del filme neerlandés del mismo nombre Interview (2007). En televisión ha sido invitado a dirigir episodios de series como Oz, Nurse Jackie, 30 Rock y Portlandia. Su ópera prima, Trees Lounge, influenció a David Chase en la creación de Los Soprano; además de contar con Buscemi como actor, Chase lo tuvo como director en cuatro episodios, entre ellos «Pine Barrens», considerado uno de los mejores de la serie.

## Primeros años
Buscemi nació en el barrio East New York de Brooklyn (Nueva York), el viernes 13 de diciembre de 1957, como el segundo de cuatro hermanos —Jon, Michael y Kenneth—, hijo de John Buscemi, un excombatiente de la guerra de Corea y empleado del departamento de basura, y Dorothy —Wilson, de soltera—, maître del Howard Johnson's, una importante cadena de restaurantes y hoteles. Su familia paterna es de origen italiano —su abuelo era proveniente de Menfi (Sicilia)— y por parte materna es de ascendencia irlandesa, neerlandesa e inglesa. La casa donde vivían los Buscemi había sido propiedad de su abuela y estaba ocupada por sus cinco hijos y sus respectivas familias, entre ellas la del padre de Buscemi, quien ocupaba uno de esos apartamentos. Mientras sus padres dormían en un sofá desplegable en la sala de estar, Buscemi compartía el único dormitorio con sus hermanos. Asistió a una escuela católica y en ese entonces era muy fiel a esa religión —aunque más adelante abandonó esas creencias—, lo que lo ayudaba a sobrellevar las discusiones de sus padres. «Cuando los escuchaba maldecir, hacía el signo de la cruz y pensaba que eso salvaría sus almas», recordó Buscemi. De niño, sufrió dos accidentes de tránsito; a los cuatro años de edad fue golpeado por un autobús y un par de años después recibió el impacto de un automóvil al cruzar la calle para buscar una pelota. El primer incidente le provocó una fractura de cráneo: «Por suerte era invierno, así que tenía mucha ropa puesta y eso probablemente me salvó», comentó.
Desde temprana edad, Buscemi empezó a dibujar caricaturas, escribir un diario personal y por un tiempo se interesó en la ventriloquia, actividad que describió como su «primer intento de stand-up». Incentivado por su padre, actuaba frente a su familia contando chistes y haciendo trucos de magia; a los siete años de edad filmó su primer personaje, el villano en una película casera en versión Super-8 de Superman dirigida por su padre. «Tenía un disfraz de Superman y no sé cómo sucedió, pero mi hermano hizo de Superman y yo del tipo malo», comentó Buscemi. «Supongo que eso estableció mi destino», añadió. Otra de sus primeras experiencias actorales fue en una obra escolar de cuarto grado haciendo el papel del León Cobarde en El mago de Oz. En 1966, cuando Buscemi tenía ocho años de edad, la familia dejó el barrio brooklynense de East New York para trasladarse a Valley Stream (Long Island), donde pasó el resto de su infancia y describió como «el campo en comparación con Brooklyn». Durante esa época solía pasar gran parte del tiempo viendo películas y series de televisión, que incluían títulos como La Pandilla, Los tres chiflados, La isla de Gilligan y filmes con James Cagney y Ann-Margret.

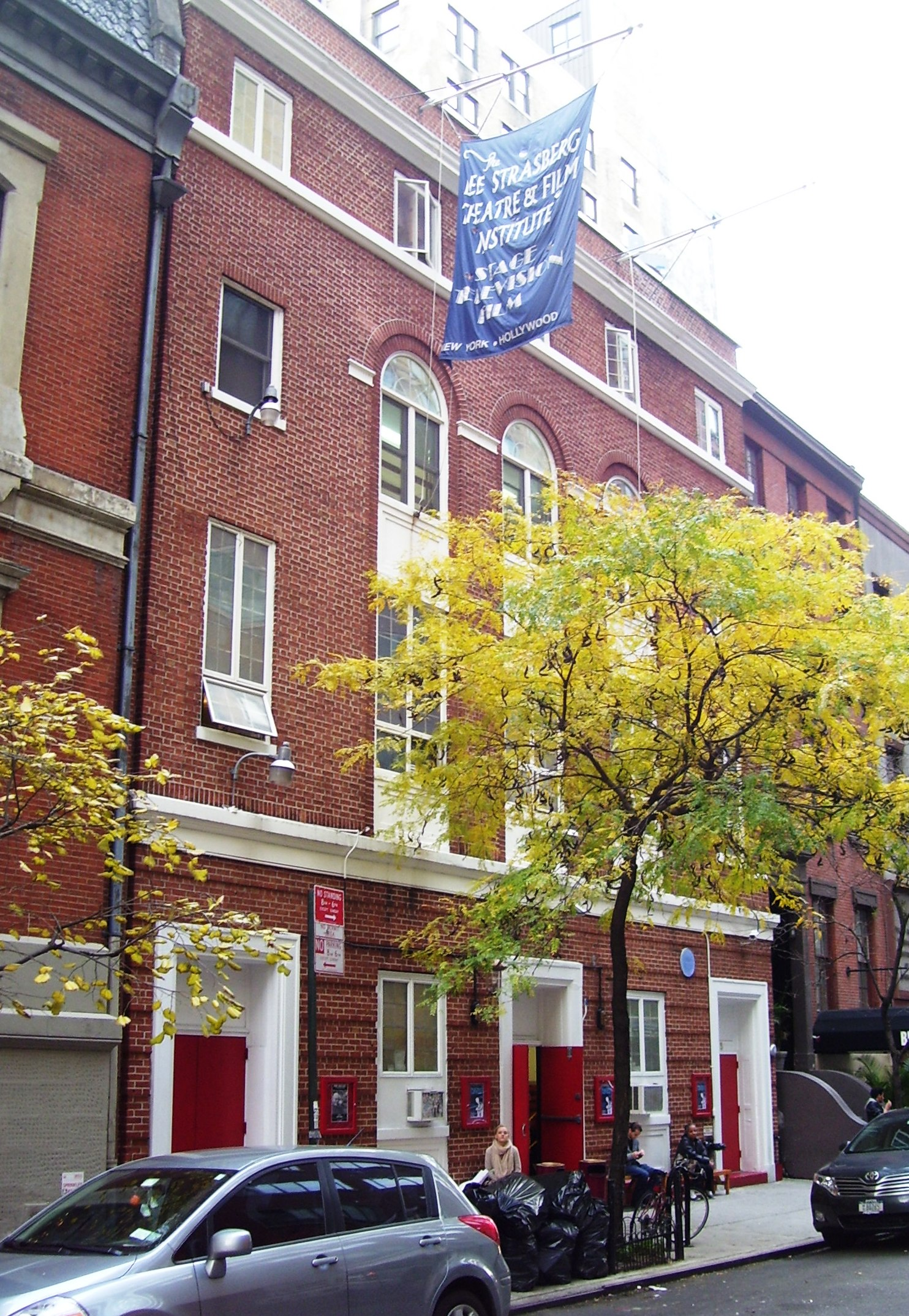
El Instituto de Teatro y Cine Lee Strasberg ubicado en Manhattan, donde Buscemi estudió actuación.

Cursó toda la secundaria en la Valley Stream Central High School y se graduó en 1975. Durante sus primeros años en dicha institución formó parte de los equipos de lucha libre, fútbol (soccer) y de la hermandad estudiantil de deportistas Alpha Omega Theta. Aunque estuvo «siempre interesado en actuar», Buscemi no estaba «conectado» con la sección de actuación del instituto y se sentía más cómodo rodeado de deportistas. No obstante, durante su último año de secundaria con diecisiete años de edad, comenzó a asistir a llamados para obras estudiantiles como West Side Story —interpretando a Baby John, un miembro de una pandilla— y El violinista en el tejado —donde su personaje no tenía diálogos—. Una vez finalizada la secundaria, cursó sus estudios universitarios en el Nassau Community College, pero abandonó después de un semestre. «No estaba haciendo nada de teatro ni nada de deporte», dijo Buscemi. «Parecía que no estaba haciendo nada que fuese a ser útil». Preocupado por la situación, su padre le sugirió rendir exámenes para aplicar a empleos públicos, a lo que Buscemi accedió y más tarde aprobó el del cuerpo de bomberos. «Me dijo que podría retirarme después de veinte años con la mitad del salario y entonces podría ser actor», recordó sobre los consejos de su padre. Mientras esperaba que su nombre saliera en la lista de empleos públicos, trabajó como empleado en una estación de servicio y conductor de un camión de helados. Durante ese periodo, pasaba largas horas vagando en bares por las noches y años más tarde se refirió a esa situación como «un sentimiento de vacío». Alrededor de la misma época pasó por diversos trabajos adicionales, como por ejemplo acomodador en un cine, vendedor de periódicos en un peaje del puente de Triborough y lavaplatos.
Cuando consideraba la idea de trasladarse a Hollywood para probar suerte, su padre —en un intento por mantenerlo cerca— le recordó que la ciudad de Nueva York le debía seis mil dólares como compensación del accidente de autobús que había sufrido de pequeño. Buscemi no tardó en emplear ese dinero para comprar un automóvil usado e iniciar estudios de actuación en el Instituto de Teatro y Cine Lee Strasberg en 1977. En un principio, las clases del instituto le resultaron «intimidantes», en parte debido a la concurrencia de alumnos de clases sociales más privilegiadas y la insistencia por parte de la institución en las técnicas de actuación conocidas como «el Método». Allí su profesor fue John Strasberg, que recordó sobre su alumno: «Era extremadamente tranquilo. Durante mucho tiempo, no supe qué quería hacer, porque su trabajo era relativamente inexpresivo. Al principio, si tenía algo de talento, no pude notarlo». Durante un año, Buscemi viajó veinticuatro kilómetros hacia Manhattan para asistir a las clases y finalmente, en el verano de 1978, se mudó a un apartamento sobre la Avenue A en el barrio de East Village, donde pagaba un alquiler de cien dólares al mes y vivía de manera muy rudimentaria. Sobre aquella experiencia, Buscemi mencionó:

El apartamento era un pequeño antro con una cama litera y una bañera en la cocina. Lo compartía con una próspera población de ratones, chinches y cucarachas. Ponía una tabla sobre la bañera y esa era mi mesa de la cocina. Tenía altibajos, eran tiempos emocionantes cuando pensaba que podría ganarme la vida como actor y épocas en las que me sentía abrumado y con ganas de volver a casa.

Mientras asistía a clases de actuación y trabajaba como ayudante de camarero y empleado de mudanzas para pagar las cuentas, empezó a actuar por las noches en clubes de comedia en vivo. Su actuación incluía humor autocrítico y observacional, descrito por él mismo como «no muy original» —en ese entonces, su mayor aspiración como actor era conseguir trabajo en una sitcom—. Sin embargo, audicionó y fue admitido para actuar en el club de la comedia The Improv, donde regularmente actuaban comediantes como Larry David, Jerry Seinfeld y Gilbert Gottfried. «Al momento que subía al escenario, si subía, serían las tres de la mañana y había un público de quizás diez personas», comentó Buscemi. Por aquel entonces buscaba en el periódico llamados de casting para filmes estudiantiles o grandes producciones, como por ejemplo Fame de Alan Parker, para la cual, según recuerda, su audición duró «menos de treinta segundos».

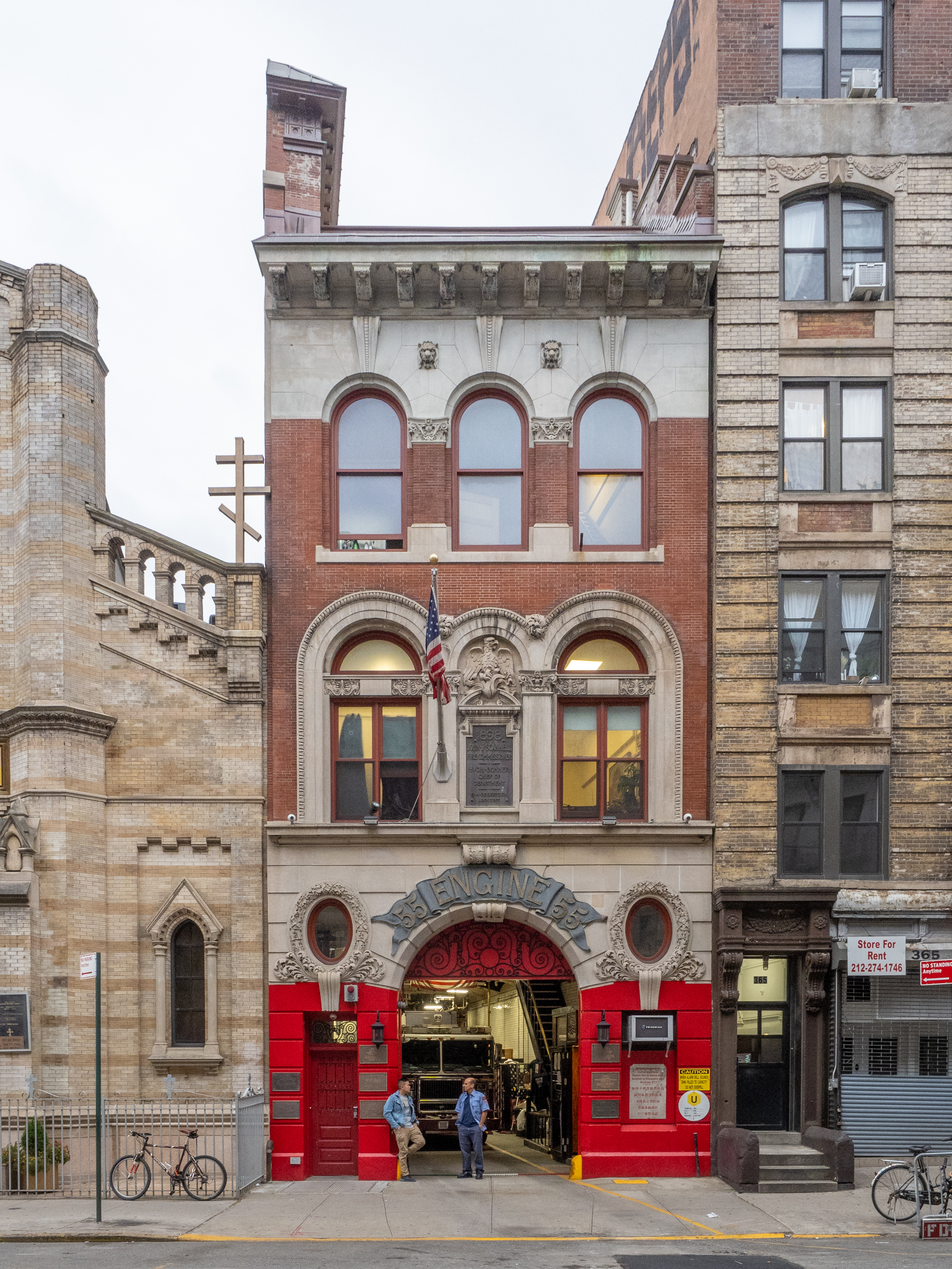
Engine Company 55, estación de bomberos donde Buscemi trabajó entre 1980 y 1984.

En 1980 ingresó al Departamento de Bomberos de la Ciudad de Nueva York para trabajar en la estación Engine Company 55, ubicada en Little Italy, donde trabajó los siguientes cuatro años. Paralelamente continuó actuando como comediante por las noches y se vinculó con la escena de teatro experimental de la ciudad, actuando en sótanos de iglesias y apartamentos. En 1982 conoció a Mark Boone Junior, con quien se dedicó a escribir y realizar sketches cómicos en varios sitios de la ciudad con el dúo avant garde conocido como Steve & Mark —actuaron juntos hasta 1990, cuando Boone se mudó a Los Ángeles—. Sus actuaciones acostumbraban ser obras originales y de cabaré, e incluían improvisaciones y situaciones inspiradas en la vida cotidiana. El dúo recibió bastante atención y seguidores; The New York Times se refirió a su espectáculo como: «Una variante intelectual de la East Village de los clásicos grupos cómicos… Un satisfactorio giro cómico beckettiano». Tuvieron una buena recepción en el club local Gerde's Folk City, donde lograron actuar por quince semanas con funciones de cuarenta minutos: «Al final estábamos totalmente hartos uno del otro», comentó Boone. Al mismo tiempo, formaron un grupo musical de «country psicodélico» llamado The Pawns of Love, en el cual Boone tocaba la guitarra y Buscemi cantaba.
En la misma época se unió a la compañía de teatro experimental The Wooster Group —fundada entre otros por Willem Dafoe—, con la que participó en algunas obras de teatro en diferentes locales de la ciudad, y conoció algunos cineastas importantes para el desarrollo posterior de su carrera como Jim Jarmusch, Alexandre Rockwell, Tom DiCillo, Bill Sherwood y Eric Mitchell —integrantes de la corriente de cine alternativa más tarde llamada No Wave Cinema—. Debido a una importante demanda de trabajos en los escenarios, Buscemi pidió permiso a la estación de bomberos para ausentarse durante tres meses, periodo que se fue prolongando hasta llegar a un año, cuando finalmente tuvo la confianza como para abandonar su trabajo como bombero y dedicarse completamente a la actuación.

## Carrera como actor

### Década de 1980
Uno de sus primeros trabajos para la pantalla fue Tommy's en 1985, un cortometraje en blanco y negro de quince minutos, acerca de un empleado estatal que fotografía las condiciones de la carretera y rastrea a un hombre misterioso, que deja bolsas de basura sospechosamente grandes a lo largo de un camino nevado. Su primer largometraje en la pantalla grande fue The Way It Is en 1985. Dirigida por Eric Mitchell, la cinta fue filmada en blanco y negro con un presupuesto de diez mil dólares, sin guion y sin sonido —el cual fue grabado posteriormente—. Con una duración de ochenta minutos, The Way It Is fue ambientada en el Lower Manhattan y la trama narraba el trabajo de un grupo de actores de teatro en una producción de Orfeo, de Jean Cocteau. Asimismo, esta fue de las primeras películas como actores de Mark Boone Junior y Vincent Gallo. No obstante, fue su tercera película, Parting Glances (1986), del director Bill Sherwood, la que impulsó su carrera. En el drama Parting Glances, otra producción de bajo presupuesto, Buscemi encarnó a un músico de rock homosexual infectado con VIH. Este fue uno de los primeros filmes en tratar la problemática del sida en los años 1980 y su actuación recibió buenas respuestas. El director neoyorquino John Jesurun remarcó que Buscemi «tomó el papel en una época en donde un montón de actores heterosexuales nunca tomarían un personaje homosexual» y, en una reseña para The New York Times, Janet Maslin subrayó que el actor tenía «una poderosa presencia anárquica». Años más tarde, Buscemi recordó este rol como «uno de los más interesantes» que ha interpretado. Su siguiente trabajo fue en un episodio de la serie de televisión Miami Vice transmitido en 1986, donde interpretó a un traficante de drogas. Paralelamente, continuó actuando en el teatro de Nueva York, como por ejemplo en la obra de John Jesurun Deep Sleep, la cual protagonizó, y asistió sin éxito al casting de los filmes Tin Men, del director Barry Levinson; The Untouchables, de Brian De Palma; y Quick Change, de Bill Murray.
Tras una seguidilla de roles fugaces interpretando criminales, hacia finales de la década consiguió trabajo en el segmento dirigido por Martin Scorsese del filme ómnibus Historias de Nueva York y en otra cinta también de antología, Mystery Train, de Jim Jarmusch, ambas estrenadas en 1989. Mystery Train fue, según él, una de sus mejores experiencias como actor, donde trabajó con Joe Strummer y Rick Aviles. En Historias de Nueva York, el director le dio la suficiente libertad como para escribir parte de su personaje, un artista performance; Buscemi utilizó parte de un monólogo de uno de los espectáculos que hizo con Mark Boone Junior. Poco antes, Scorsese lo había tenido en cuenta para interpretar a uno de los apóstoles en La última tentación de Cristo; asistió a tres pruebas de casting, pero finalmente no formó parte del filme. Cabe destacar, además, que en 1987 Buscemi apareció como invitado en la serie The Equalizer, como un empleado de una tienda de antigüedades. Décadas más tarde, parte de ese episodio fue incluido por el guionista Terence Winter en la película El lobo de Wall Street (2013), de Scorsese; en ese momento, Winter y Buscemi trabajaban juntos en la serie Boardwalk Empire.

### Década de 1990
Cuando estaba a punto de trasladarse a Los Ángeles para probar suerte en esa ciudad, recibió la llamada del director Abel Ferrara, que le ofreció un papel en El rey de Nueva York. La descripción de Ferrara de una de las escenas convenció a Buscemi y finalmente se quedó para trabajar con el director. En dicha cinta, estrenada en 1990, tuvo una breve participación como el encargado de comprobar la calidad de las drogas en una banda criminal encabezada por el personaje de Christopher Walken. Ese mismo año trabajó por primera vez bajo la dirección de los hermanos Coen, quienes se encontraban realizando Miller's Crossing, una cinta de gánsteres ambientada durante la ley seca. Buscemi apareció en una sola escena de menos de un minuto interpretando a un apostador homosexual: «Audicioné dos veces para Miller's Crossing. La segunda vez me dijeron: "Bien, sigues siendo el que habla más rápido"», dijo el actor sobre cómo consiguió el papel. Al año siguiente volvió a trabajar con los Coen en Barton Fink —haciendo del recepcionista del hotel donde se hospeda el protagonista— e interpretó a un gánster en Billy Bathgate, una producción de cincuenta millones de dólares dirigida por Robert Benton y protagonizada por Dustin Hoffman.

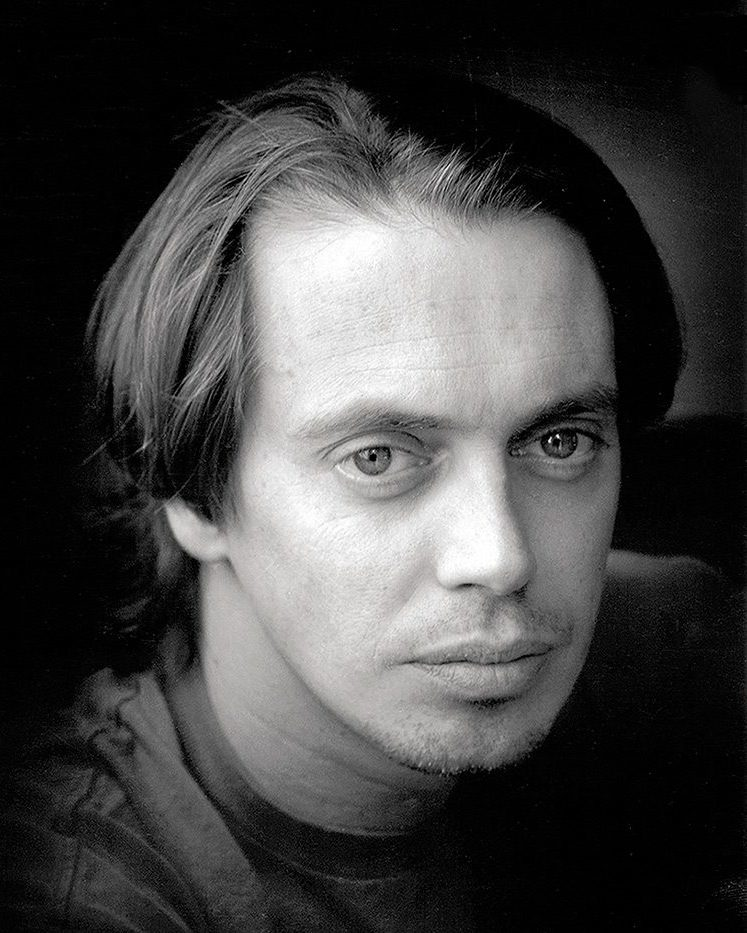
Buscemi en 1996.

En 1992 protagonizó In the Soup, de Alexandre Rockwell, cuya trama retrata la relación entre un guionista principiante y un veterano gánster de poca monta que promete financiar su película, encarnados por Buscemi y Seymour Cassel, respectivamente. El filme tuvo una buena aceptación en varios festivales de cine, incluyendo el Festival de Cine de Sundance donde se llevó el premio del jurado a la mejor película dramática. Mientras trabajaba en In the Soup, asistió al casting en Nueva York del primer largometraje de Quentin Tarantino, Reservoir Dogs. Aunque hizo dos pruebas de casting para la película, fue gracias a la grabación de una audición que había hecho para la comedia The Marrying Man, de Neil Simon, lo que convenció a Tarantino. El director —que conocía a Buscemi por Parting Glances—, al verlo en el video de The Marrying Man con ropa vintage y peinado hacia atrás, mencionó que el actor «parecía un criminal». Finalmente hizo el personaje de Mr. Pink, uno de los integrantes de la banda encargada de llevar a cabo el robo a una joyería —un papel que Tarantino había escrito para interpretarlo él mismo—. Su actuación fue premiada con el Independent Spirit Award al mejor actor de reparto.
El éxito de Reservoir Dogs le permitió obtener papeles en producciones más comerciales y continuar desarrollando su carrera en el cine independiente; interpretó el rol protagónico de la comedia negra Ed and His Dead Mother y a un ladrón de poca monta en Twenty Bucks, con Christopher Lloyd. El periódico Los Angeles Times destacó que el trabajo en conjunto de Buscemi y Lloyd se trató de lo mejor de Twenty Bucks y escribió que sus escenas «tienen una maravillosa extrañeza». A su vez, fue invitado a las series de televisión Las aventuras de Pete y Pete, Tales from the Crypt y Homicide: Life on the Street, y formó parte de un grupo de forajidos en el western de HBO protagonizado por Mickey Rourke The Last Outlaw. En 1994, apareció haciendo cameos en The Hudsucker Proxy, de los hermanos Coen, y Pulp Fiction, de Quentin Tarantino. Mientras que su personaje en Reservoir Dogs desarrollaba un monólogo en contra de las propinas, en Pulp Fiction Buscemi apareció como un camarero disfrazado de Buddy Holly. En el set de Pulp Fiction, una extra —aparentemente sin reconocerlo— se aproximó a él y le dijo no era muy bueno como Buddy Holly, a lo que el actor le agradeció la observación. Al año siguiente coprotagonizó con Brendan Fraser y Adam Sandler la comedia Airheads, donde el trío interpreta a los miembros de una banda de rock amateur que ocupa una estación de radio para difundir su música. Fue su primera película con Sandler: «Me pregunté: "¿Esto cambiará mi reputación como el tipo indie?" ¡Qué importa! No quiero ser siempre el tipo indie. Quiero hacer diferentes trabajos», recordó el actor.
Posteriormente, obtuvo un rol protagónico en la comedia dramática Living in Oblivion, de Tom DiCillo —a quien había conocido durante su época como actor teatral en Manhattan—. Buscemi encarnó a un director de cine en conflicto con sus actores y equipo de rodaje durante la realización de un filme de bajo presupuesto. El argumento de Living in Oblivion surgió a raíz de las experiencias vividas por DiCillo en trabajos anteriores y parte del presupuesto para su producción provino de algunos de los actores —como Dermot Mulroney, quien además sugirió a Buscemi como protagonista—. La película se estrenó en el Festival de Cine de Sundance de 1995, donde ganó el premio al mejor guion, y los críticos en su mayoría la recibieron favorablemente. De acuerdo con The Washington Post, la actuación de Buscemi «es realmente una serie de fuegos lentos magníficamente calibrados; cuanta más tensión, más gracioso se pone Buscemi». El mismo año llegó a los cines Things to Do in Denver When You're Dead, un drama neo-noir con Buscemi como un letal asesino a sueldo encargado de eliminar una banda de criminales liderados por Andy García. En una reseña para la Rolling Stone, el crítico Peter Travers comparó la película con Pulp Fiction y calificó de «inspirada» la decisión de seleccionar a Buscemi para el papel.
Si bien Buscemi había aparecido en las tres anteriores producciones de los hermanos Coen, esta vez los directores escribieron específicamente para él un personaje de mayor relevancia en su siguiente proyecto, Fargo. Joel Coen comentó que después de haber visto la imagen psicótica del actor en otras películas querían «empujar eso hacia una dirección específica» y agregó: «Queríamos escribir algo sustancial porque [Buscemi] es muy bueno». El personaje que le tocó interpretar se trató de Carl Showalter, uno de los criminales —el otro criminal fue interpretado por Peter Stormare— contratados por Jerry (William H. Macy) para secuestrar a su esposa y así obtener el pago del rescate efectuado por su adinerado suegro. Tras su estreno a principios de 1996, Fargo se transformó en un éxito tanto a nivel crítico como comercial, recaudando más de sesenta millones de dólares en todo el mundo, con un presupuesto de seis millones y medio. Roger Ebert, del Chicago Sun-Times, se refirió a Fargo como «una de las mejores películas» que vio. Por su interpretación, Buscemi se llevó el premio al mejor actor extranjero en los Premios Sant Jordi de Cinematografía y la película obtuvo numerosos reconocimientos adicionales, incluida una candidatura al Oscar como mejor película.

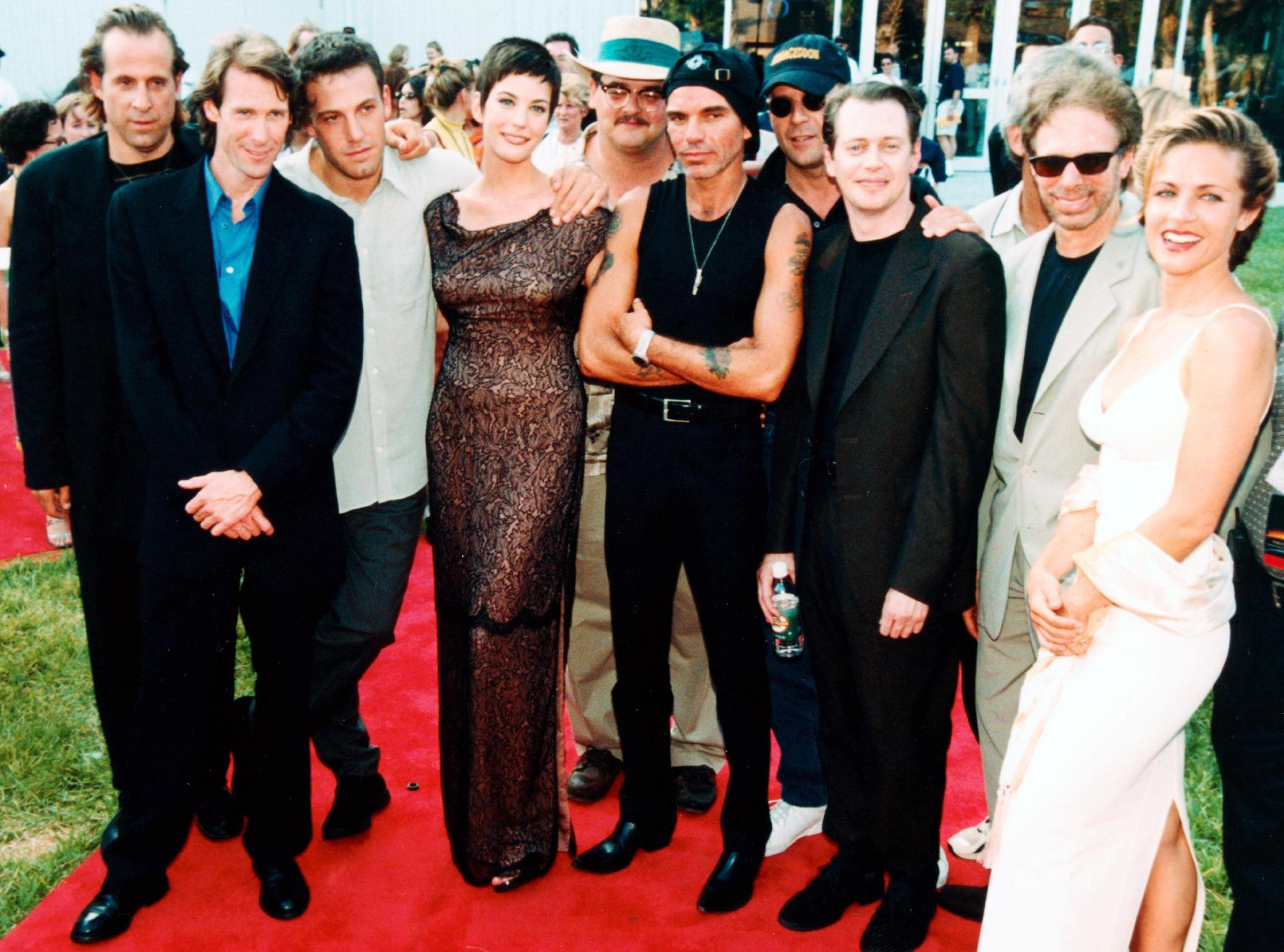
Buscemi en el estreno de Armageddon con el director y reparto de la película en junio de 1998.

Después de desear trabajar con el cineasta Robert Altman «durante años», finalmente recibió el llamado para actuar en Kansas City, un drama criminal ambientado en los años 1930, donde interpretó a un amañador político. Según relató Buscemi, su experiencia filmando con Altman tuvo un efecto notable en él: «Siempre estaré inspirado por su visión, independencia y generosidad de espíritu». Al mismo tiempo, formó parte del reparto de Escape from L.A. en un rol que, según declaró, sintió que «ya había interpretado» pero que aceptó porque estaba interesado en trabajar con el director John Carpenter.
Un año más tarde, en 1997, apareció en la taquillera Con Air, una cinta de acción donde compartió créditos con Nicolas Cage, John Cusack y John Malkovich. El guionista Scott Rosenberg escribió el personaje de Garland Greene —un famoso asesino en serie con treinta y siete víctimas en su haber— con Buscemi en mente. Roger Ebert mencionó que «sabiamente evita imitar a Lecter de Anthony Hopkins e interpreta su asesino serial como un tipo de voz suave y sensato» y la revista Empire afirmó que «tiene los mejores diálogos». Mientras continuaba participando en filmes de bajo presupuesto, su presencia empezó a ser más solicitada en las grandes producciones; en referencia a esos momentos de su carrera, Buscemi recordó más tarde:

Mi paso del cine independiente al comercial no lo veo como un salto, sino como algo muy gradual, que ha ido entremezclándose. Cuando empecé, eso que ahora se llama «películas independientes» eran simplemente películas de bajo presupuesto y en realidad era el único trabajo que entonces podía encontrar. Fui consiguiendo más trabajos, pasé a hacer películas en estudios y luego cine comercial. Me siento afortunado de poder hacer cine comercial, porque además me permite hacer más películas independientes.

Tras el éxito de Fargo, los hermanos Coen volvieron a escribir un personaje para Buscemi en su siguiente película, El gran Lebowski. La cinta, una comedia con influencias del cine negro y las novelas de ficción detectivesca, retrataba las aventuras de «The Dude», un desempleado aficionado al bowling involucrado sin querer en un secuestro falso. Para interpretar a Donny, uno de los amigos del protagonista, Buscemi asistió a clases de bowling junto sus compañeros de reparto Jeff Bridges y John Turturro. Aunque El gran Lebowski no tuvo una gran repercusión al momento de su estreno en 1998, con el paso de los años se volvió una película de culto: «De los filmes que he hecho es probablemente el más visto por la gente. Es decir, por cantidad de veces que la han visto», comentó Buscemi al respecto. Por otra parte, participó en la superproducción Armageddon, dirigida por Michael Bay y producida, al igual que Con Air, por Jerry Bruckheimer. El reparto, encabezado por Bruce Willis, tuvo a Buscemi como un miembro de una tripulación espacial encargada de salvar al planeta del impacto de un asteroide. La película se convirtió en la más taquillera de 1998 a nivel mundial, a pesar de consechar varias críticas negativas, como por ejemplo la de Roger Ebert, que afirmó: «Es un atentado a los ojos, los oídos, el cerebro, el sentido común y el deseo humano de un buen entretenimiento».

### Década de 2000
Ya en el nuevo milenio y con más de cuarenta años de edad, no volvió a recibir el volumen de papeles que había recibido durante el auge de su carrera en el cine criminal de décadas pasadas. Por consiguiente, amplió sus perspectivas y añadió con más frecuencia trabajos como actor de voz en cintas de animación, series de televisión y proyectos como director. A inicios de la década de 2000, continuó con un rol de reparto en 28 días, como un ex adicto y director de una clínica de rehabilitación donde se encuentra internada la protagonista —interpretada por Sandra Bullock—. Este filme significó un cambio para Buscemi: «Me gustó el hecho de que no me golpean, no golpeo a nadie, ni tengo un arma». Varios críticos notaron positivamente la marcada diferencia con sus personajes del pasado. Keith Phipps, del sitio The A.V. Club, echó de menos más escenas con Buscemi y comentó que «justifica la película más que cualquier otra cosa»; Glen Oliver, de IGN, dijo que «te hace olvidar muchos de sus papeles anteriores»; y Roger Ebert, del Chicago Sun-Times, agregó que el personaje «revela dureza y cierta experiencia de alguien cansado». Paralelamente, prestó su voz a dos cintas de animación: Final Fantasy: The Spirits Within y Monsters, Inc. Mientras que la primera tuvo desastrosos resultados en la taquilla, la segunda, producida por Pixar, fue un éxito y recaudó más de 562 millones de dólares en todo el mundo. En Monsters, Inc., Buscemi hizo del antagonista Randall Boggs, una lagartija con la habilidad de cambiar de color para adaptarse a sus alrededores.
Por otra parte, fue coprotagonista de la comedia dramática Ghost World, con Thora Birch y Scarlett Johansson. La historia, dirigida por Terry Zwigoff y basada en el cómic del mismo nombre escrito por Daniel Clowes, se centra en la vida de dos adolescentes con dificultades para adaptarse al mundo adulto y su relación con un solitario coleccionista de discos de vinilo llamado Seymour —personificado por Buscemi—. El director desarrolló el personaje de Saymour basándose en aspectos de su propia vida y en el historietista Robert Crumb; no obstante, la elección de Buscemi para ese rol no convencía a los jefes del estudio, que querían un actor diferente: «Podríamos haber hecho la película cuatro años antes si yo me hubiese puesto de acuerdo con las opciones de casting que ellos me daban», declaró Zwigoff. Gracias a la insistencia del director, Buscemi se quedó finalmente con el papel y su actuación recibió elogios por parte de la crítica. Roger Ebert le dio a Ghost World la puntuación máxima y afirmó que el papel de Buscemi en este filme «es al que ha estado apuntando durante toda su carrera». Kevin Thomas, en su reseña para Los Angeles Times, también elogió el trabajo del actor y escribió que «rara vez ha tenido un papel tan completo y exigente». Aunque su distribución en los cines fue limitada, la película logró una candidatura al Oscar en la categoría de mejor guion adaptado y con el paso del tiempo se volvió una película de culto. Su actuación le valió a Buscemi una nominación al Globo de Oro como mejor actor de reparto y obtuvo múltiples galardones, incluyendo el Independent Spirit Award al mejor actor de reparto y varios reconocimientos adicionales otorgados por asociaciones de críticos.
Tras las noticias de su participación con Gary Oldman en el inconcluso remake de Macabre, de William Castle, en 2002 volvió al teatro para participar en la producción de Bertolt Brecht La resistible ascensión de Arturo Ui, donde interpretó a uno de los secuaces de Arturo Ui, Giuseppe «El florista» Givola, y actuó con Al Pacino, John Goodman y Chazz Palminteri. Al año siguiente se estrenó el drama fantástico Big Fish, de Tim Burton, donde interpretó a Norther Winslow, un reconocido poeta que sufre un bloqueo del escritor. «Es un tipo que cada vez que lo veo en un filme me hace feliz. Tiene una gran presencia. Siempre quise trabajar con él», dijo Burton sobre Buscemi y agregó: «Me encanta la gente que parece que podría estar en una película muda, él es uno de esos. Expresa mucho sin tener que decir algo». Además fue invitado a hacer de sí mismo en un episodio de la serie animada Los Simpson, en el cual Homer Simpson hace referencia a su actuación en Fargo. Posteriormente, apareció en la quinta temporada de la serie de HBO Los Soprano como el primo de Tony Soprano, Tony Blundetto, un exconvicto con intenciones de mantenerse alejado del ámbito criminal. Por dicho rol recibió una candidatura a los Premios Primetime Emmy de 2004 como mejor actor de reparto en una serie dramática, pero su compañero de reparto, Michael Imperioli, se terminó llevando el premio. Cabe destacar que a finales de los años 1990 el creador de Los Soprano, David Chase, consideró durante un corto tiempo a Buscemi para el papel principal, antes de seleccionar a James Gandolfini. En 2004, apareció haciendo un cameo como un personaje de fondo con Martin Scorsese en la miniserie Tanner on Tanner, dirigida por Robert Altman.
Al año siguiente, se estrenó La isla, cinta de ciencia ficción protagonizada por Ewan McGregor y Scarlett Johansson que reunió a Buscemi con el director Michael Bay. En ella, Buscemi encarnó a un empleado del recinto donde se encuentra confinado su amigo y protagonista de la historia. Según la revista Variety, los guionistas «guardaron los mejores diálogos para el estupendamente sarcástico Steve Buscemi». Más tarde, en septiembre de 2005, se estrenó en el Festival Internacional de Cine de Venecia la comedia romántica musical dirigida por John Turturro Romance & Cigarettes, con Buscemi en un rol secundario como el amigo y compañero de trabajo del protagonista —interpretado por James Gandolfini—. Pese a contar con nombres como Kate Winslet, Susan Sarandon y Christopher Walken entre el reparto, la película no llegó a los cines estadounidenses hasta dos años después debido a conflictos con las distribuidoras.
Cinco años después del éxito de Ghost World, su director Terry Zwigoff volvió a estrenar otra adaptación fílmica de Daniel Clowes, Art School Confidential, nuevamente con Buscemi, esta vez en un pequeño papel como el dueño de una cafetería. Al mismo tiempo, volvió a ponerse a disposición de los hermanos Coen para interpretar a un turista estadounidense envuelto en una trifulca en el metro de París en uno de los segmentos del filme colectivo Paris, je t'aime. «En todos los filmes de los Coen salgo mal parado, me matan, aquí también me lo hacen pasar mal», dijo el actor. Además volvió a trabajar como actor de voz en dos producciones de animación por computadora; primero, haciendo del dueño de la casa en la nominada al Oscar como mejor película de animación Monster House, y luego interpretando a una rata en Charlotte's Web. Refiriéndose a esas cintas animadas, David Edelstein, de CBS News Sunday Morning, dijo que el actor «dio dos de las mejores actuaciones por fuera de la pantalla» de ese año. Asimismo, protagonizó Delirious, cuya trama retrata la relación entre un neurótico paparazzo y un joven sin hogar, interpretados por Buscemi y Michael Pitt. El director Tom DiCillo —que ya había contado con él en varias ocasiones— escribió el personaje específicamente para Buscemi y confesó que «nunca había luchado tanto por tener a un actor», en parte por la dificultad para convencer a los inversores que, según DiCillo, «querían que contratara a un actor más famoso». La actuación de Buscemi fue elogiada por los críticos; Andrew Sarris escribió en el New York Observer que este papel «lo coloca firmemente en la contienda al mejor actor del año»; Jeff Shannon, de The Seattle Times, comentó que «Buscemi ha hecho esto antes, pero nadie lo hace mejor» y agregó que «domina con maestría su representación de la necesidad y desesperación»; y Roger Ebert, del Chicago Sun-Times, destacó que «encarna a Les no con desprecio, como podría haberlo hecho, sino con simpatía por un tipo que trata de hacerse famoso tomando fotos de famosos». Tanto el director de la cinta, como algunos críticos de cine, reconocieron esta actuación de Buscemi como la mejor de su carrera.
Tras una seguidilla de roles breves y como actor de voz, en 2007 viajó a China para rodar John Rabe, del director alemán Florian Gallenberger, un filme ambientado durante la segunda guerra sino-japonesa. Buscemi interpretó a un médico estadounidense a cargo de un hospital, papel que en 2009 le valió una candidatura a los Premios del cine alemán como mejor actor de reparto —una de las pocas veces que se nominó un actor extranjero—. A su vez, fue elogiado por su cameo como el padre de un soldado abatido en la Guerra de Irak en la cinta nominada al Oscar The Messenger. El mismo año, protagonizó la comedia Saint John of Las Vegas, en el papel de un exjugador compulsivo que por negocios debe viajar a Las Vegas, en una historia inspirada en el Infierno de Dante Alighieri. La película fue un fracaso en la taquilla —recaudando un total de 111 731 dólares— y la mayoría de los críticos la calificaron negativamente. Mick LaSalle, del San Francisco Chronicle, afirmó que el filme «era un guion malo que de alguna forma se transformó en una mala película con buenos actores» y Peter Travers, de la Rolling Stone, sostuvo que el director «no muestra ningún talento perceptible para los diálogos, humor y, especialmente, ritmo».

### Década de 2010
En 2011 fue invitado a participar en el primer episodio de la serie de televisión Portlandia, con la cual continuó colaborando como actor y director en las temporadas siguientes. Ese año también fue anfitrión de Saturday Night Live —ya había presentado el show en 1998—, cuya intervención tuvo reacciones variadas; mientras que algunos críticos coincidieron en que la participación de Buscemi estuvo por momentos relegada a un segundo plano, otros valoraron positivamente su trabajo, como por ejemplo el sitio web Collider que afirmó que el actor «demostró ser un anfitrión muy capaz». Más tarde volvió a la televisión para interpretar su papel del investigador privado Lenny Wosniak en la serie cómica 30 Rock, protagonizada por Alec Baldwin, en dos episodios emitidos en 2012 y 2013. Su carrera en el cine continuó con un breve rol en On the Road, la adaptación de la novela del mismo nombre escrita por Jack Kerouac —uno de los libros predilectos de Buscemi—. En 2013 se estrenó la comedia The Incredible Burt Wonderstone, la cual narra la historia de un dúo de magos en decadencia —interpretados por Steve Carell y Buscemi— que tratan de volver a conseguir el protagonismo que tenían antiguamente mientras compiten con un extravagante mago callejero —interpretado por Jim Carrey—. Además volvió a interpretar a Randall Boggs en la precuela de Monsters, Inc., titulada Monsters University; la película fue un éxito en la taquilla y recaudó más de 743 millones de dólares en todo el mundo.
En un momento de su trayectora en la que sentía que «era demasiado mayor para interpretar algunos personajes, pero no lo suficiente para interpretar otros», consideró alejarse de la actuación para dedicarse plenamente a la dirección. No obstante, le surgió la oportunidad de actuar en un proyecto de gran escala de HBO. Entre 2010 y 2014, Buscemi protagonizó la serie dramática  Boardwalk Empire, creada por Terence Winter y producida por Martin Scorsese. La serie está ambientada en Atlantic City durante los años 1920 y 30 en plena ley seca y Buscemi encarna a Enoch «Nucky» Thompson, un político corrupto asociado con organizaciones criminales. Winter —que conoció a Buscemi trabajando con él en Los Soprano— sugirió el nombre del actor a Scorsese que estuvo de acuerdo con la elección y más tarde comentó que conocía el trabajo de Buscemi desde los años 1980 y después de tenerlo en Historias de Nueva York siempre había querido trabajar nuevamente con él. El llamado para formar parte de Boardwalk Empire sorprendió a Buscemi, que declaró que «solo en sus sueños más descabellados» se hubiese imaginado que protagonizaría un proyecto de este tipo y describió el papel como «uno de los mejores» que tuvo. El primer episodio de la serie fue dirigido por el propio Scorsese y contó con las actuaciones de Michael Pitt y Kelly Macdonald. Las primeras reseñas acerca de la serie notaron la elección de Buscemi como actor principal como algo inusual, pero de todas formas su actuación logró la aprobación de la mayoría de los críticos. A lo largo de las cinco temporadas de Boardwalk Empire, Buscemi obtuvo un premio Globo de Oro y dos SAG como mejor actor dramático y fue candidato al Emmy en dos ocasiones. Para Sundance TV, «Nucky Thompson no solo es uno de los iconos de la Edad Dorada televisiva estadounidense» sino que Buscemi demostró que «era más que un actor coral sobresaliente».

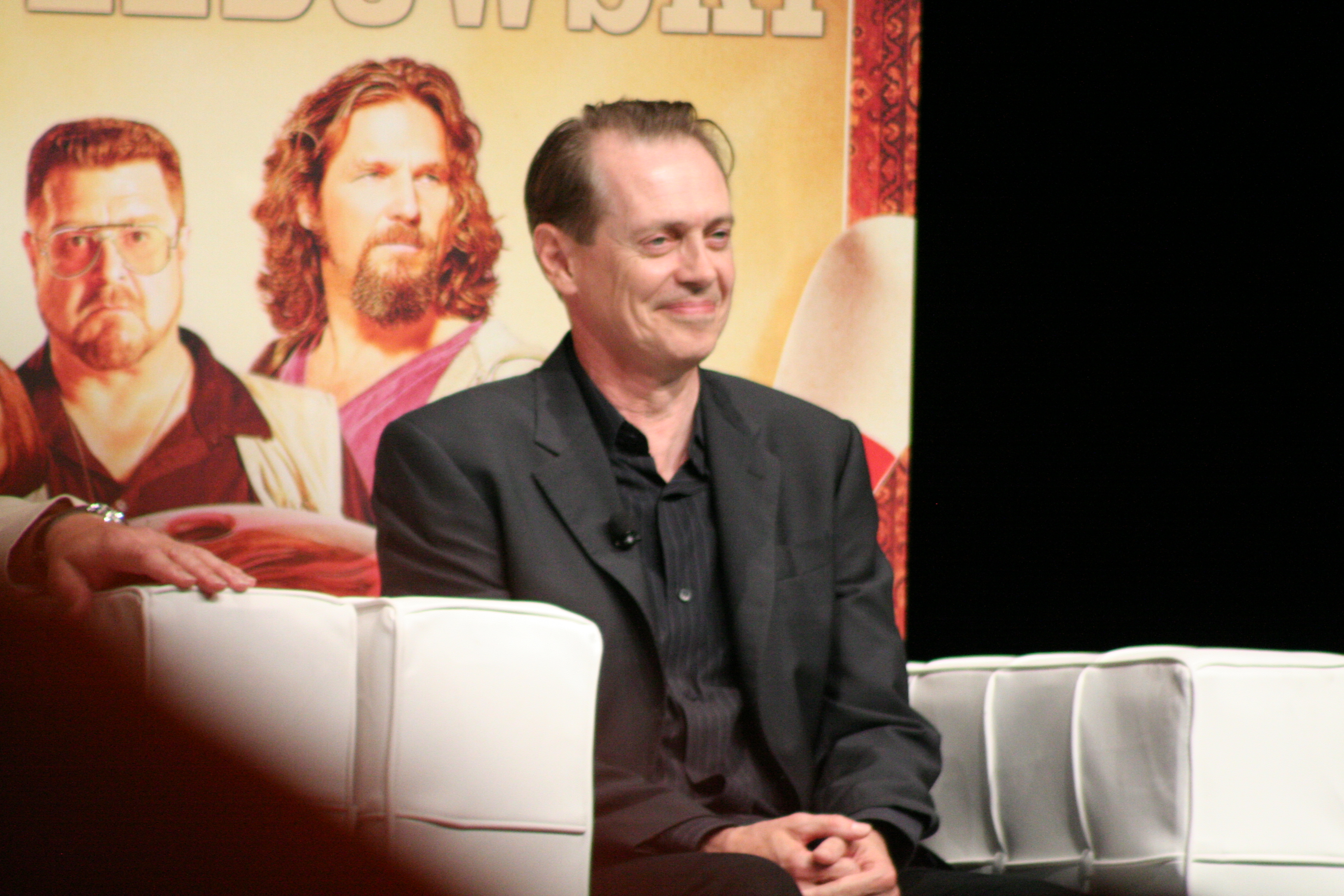
Buscemi en la Lebowski Fest 2011.

Mientras que su paso por Los Soprano aplacó sus intenciones de interpretar criminales, Boardwalk Empire puso fin a sus papeles violentos y el actor explicó que ya no tenía «la tolerancia a la violencia que solía tener». Más tarde, la serie web dramática Horace and Pete, creada y coprotagonizada por Louis C.K., contó con Buscemi en el papel de uno de los dueños de un antiguo bar en decadencia ubicado en Brooklyn llamado Horace and Pete's. El primer episodio se lanzó a principios de 2016 y, además de C.K. y Buscemi, el reparto estuvo conformado por Edie Falco, Alan Alda y Jessica Lange. La serie recibió comentarios positivos en general y varios críticos coincidieron en que transmitía una sensación teatral. A su vez, la revista Entertainment Weekly elogió las actuaciones y afirmó: «Buscemi está magistralmente buscemiano». Sus siguientes trabajos en televisión incluyeron participaciones en Portlandia y en la serie de ciencia ficción Philip K. Dick's Electric Dreams, donde, en un episodio futurista, dio vida al empleado de una compañía que produce humanos artificiales. Tras algunos cameos y trabajos como actor de voz, volvió al cine para protagonizar La muerte de Stalin, una comedia negra acerca de los sucesos transcurridos después de la muerte del dictador soviético Iósif Stalin. La crítica cinematográfica recibió su rol y el filme favorablemente; el periódico New York Post afirmó que el rol de Buscemi como Nikita Khrushchev es «en gran medida como cualquier otro papel de Buscemi actuando molesto y rastrero, pero eso no lo hace menos gracioso», en tanto que el sitio IndieWire lo describió como «Steve Buscemi haciendo su habitual Steve Buscemi dispéptico». Para Medium se trató de su mejor actuación desde Boardwalk Empire. Su personificación de Khrushchev le valió una candidatura a los British Independent Film Awards en la categoría de mejor actor de reparto, premio que se terminó llevando Simon Russell Beale, también por La muerte de Stalin. En el drama coming-of-age Lean on Pete, Buscemi interpretó a un ventajista y amargado buscavidas de las carreras de caballos, retratado de modo «supremamente áspero» según la revista Time. Mick LaSalle, del periódico San Francisco Chronicle, destacó su actuación dramática en la cinta independiente Nancy «por la plenitud de su sutileza (mucho sucede en las miradas y los silencios)».
Su atípica personificación de Dios en la serie de comedia Miracle Workers, estrenada a principios de 2019 en el canal TBS, fue bien recibida por la prensa. «Es un rol que se adapta perfectamente a las fortalezas cómicas específicas de Buscemi», publicó la revista Variety. La Rolling Stone afirmó que mientras Buscemi parecía «en el mejor de los casos un candidato para interpretar a Lucifer», el actor «no podría estar más perfecto» interpretando esta versión no tradicional de Dios. El Dios de Buscemi fue descrito como «a menudo agobiado, confuso, un poco perezoso, una oveja negra de buen corazón en una familia de dioses sobresalientes». La trama se desarrolla en las oficinas del Cielo, desde donde Dios y sus empleados intervienen en el planeta Tierra. El creador planea destruir la Tierra para dedicarse a su próximo proyecto: un restaurante.

### Década de 2020
A principios de la nueva década se estrenó la segunda temporada de Miracle Workers, esta vez ambientada durante la Edad Media. En febrero de 2020, Buscemi fue seleccionado para interpretar a Chebutykin en una producción off-Broadway de Las tres hermanas, de Antón Chéjov, con Greta Gerwig, Oscar Isaac y Chris Messina. Las funciones de la obra estaban programadas para comenzar en mayo pero se cancelaron debido a la propagación del coronavirus. La vuelta al cine de Buscemi fue bajo la dirección de Judd Apatow en la comedia dramática The King of Staten Island, estrenada digitalmente en junio de 2020 tras el cierre de las salas de cine a causa del coronavirus. Buscemi interpretó por primera vez en su carrera a un bombero y fue reconocido por el director y sus compañeros por su aporte a la autenticidad del filme. Seguidamente volvió a la serie cómica Miracle Workers para protagonizar una tercera temporada, ahora como un explorador que dirige una caravana a través de la senda de Oregón. Coprotagonizó otra comedia dramática independiente titulada The Year Between, proyectada en el Festival de Cine de Tribeca en junio de 2022. En mayo de 2023, Steven Soderbergh debutó como productor de teatro de Nueva York con The Fears, con Buscemi entre el elenco.

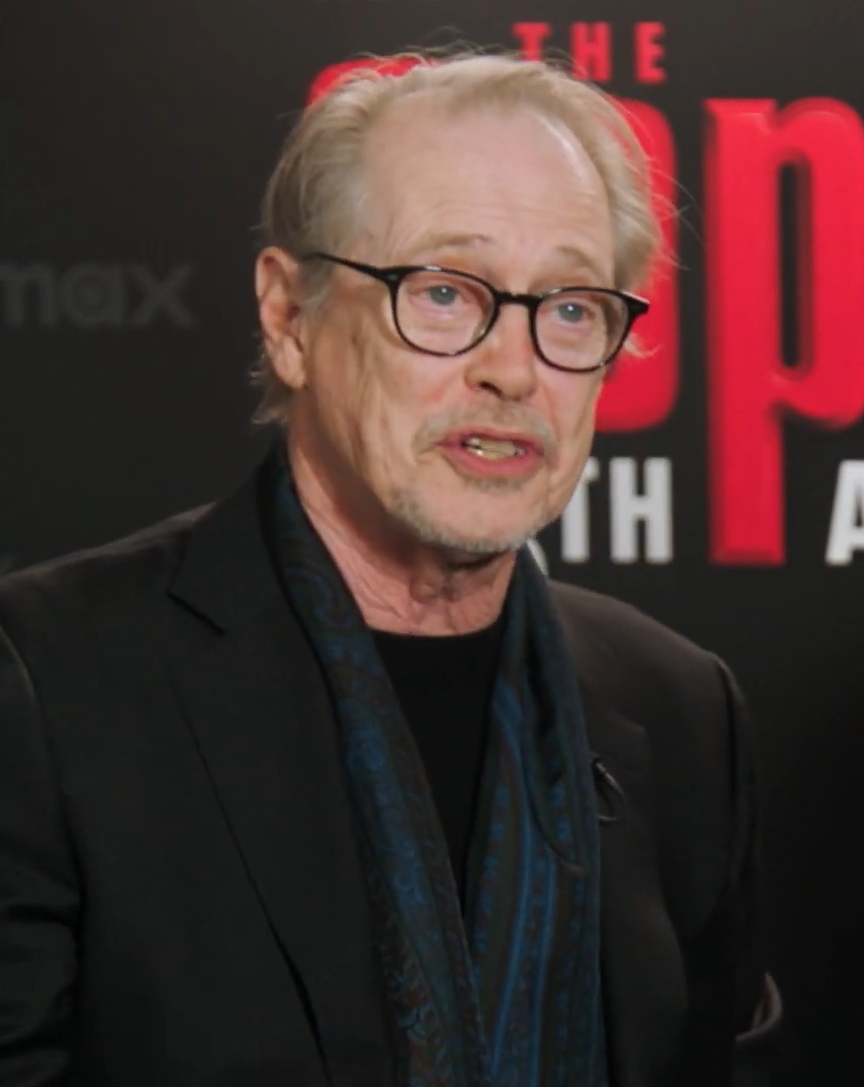
Buscemi en la celebración del 25 aniversario de Los Soprano en 2024.

Además de participar en la cuarta y última temporada de Miracle Workers, tuvo un rol secundario en el filme de comedia Vacation Friends 2, como el padre recién salido de prisión del personaje de Meredith Hagner. Vacation Friends 2 se estrenó en agosto de 2023 y según la crítica no igualó el nivel de su predecesora. Si bien Frank Scheck, de The Hollywood Reporter, consideró efectivo el humor de los actores principales, subrayó que el sarcasmo de Buscemi «proporciona la verdadera chispa cómica». Por otro lado, Nick Allen, de RogerEbert.com, la percibió como una comedia «mezquina y forzada» y manifestó que el actor «podría estar haciendo mucho más». El mismo año registró un breve cameo en el drama deportivo Day of the Fight, donde coincidió nuevamente con Michael Pitt, el protagonista de la cinta, y Jack Huston, director debutante de la misma. En 2024, hizo una aparición especial en la última temporada de la serie Curb Your Enthusiasm.
Apareció en un papel coprotagónico como un asesino en serie retirado en la comedia de humor negro Psycho Therapy: The Shallow Tale of a Writer Who Decided to Write About a Serial Killer (2024). Su personaje actúa de consejero matrimonial y consultor de un autor que escribe sobre asesinatos (John Magaro). El filme tuvo una recepción tibia luego de su estreno en el Festival de Cine de Tribeca. «No es solo un título de película agotador», aseguró Nick Schager, de The Daily Beast, «es una comedia sobre asesinos en serie tan mediocre que ni siquiera Buscemi puede salvarla». Al mismo tiempo, volvió a la franquicia de Transformers para formar parte del reparto de voces de Transformers One, una producción de 75 millones de dólares producida por Lorenzo di Bonaventura y Michael Bay. El mismo año, viajó a Irlanda para unirse al elenco de la segunda temporada de la serie de televisión de misterio sobrenatural Wednesday, basada en el personaje del mismo nombre de La familia Addams y dirigida por Tim Burton. En Wednesday, Buscemi interpreta a Barry Dort, un personaje inspirado en Edgar Allan Poe. Según Buscemi, Burton le regaló una figura de acción de Poe de su colección personal para inspirarlo en el papel. Buscemi y el director ya habían trabajado juntos en la película Big Fish (2003), y esta nueva colaboración les permitió reconectar creativamente. La segunda temporada de Wednesday se estrenó en agosto de 2025.

## Trabajos como director
Su primera incursión como cineasta fue con What Happened to Pete, un cortometraje ambientado en un bar que escribió, produjo, protagonizó y dirigió en tan solo un par de días y fue proyectado en el Festival Internacional de Cine de Locarno en 1992. Cuatro años más tarde, estrenó su primer largometraje como director, Trees Lounge, escrito y protagonizado por él mismo. Trees Lounge narra la vida de Tommy Basilio, un mecánico desempleado que pasa sus días bebiendo en un bar local. Buscemi empezó a escribir la historia en 1989 inspirado en su propia vida y en lo que podría haberle pasado si se hubiese quedado en Long Island en vez de mudarse a Manhattan para estudiar actuación. El argumento de Trees Lounge comenzó a tomar forma después de que Buscemi asistió al Museo de Arte Moderno para ver una retrospectiva de películas de John Cassavetes; además concurrió a un curso de escritura de guiones un fin de semana. Muchos hechos de su vida real fueron incluidos en la película, como su apego a la bebida y su trabajo como vendedor de helados, Buscemi admitió: «El personaje que interpreto es lo más cercano a mí mismo que haya hecho. Supongo que es mi lado oscuro real». La producción comenzó a fines de 1995 —con un presupuesto de alrededor de un millón de dólares— y la película se estrenó en el Festival de Cannes 1996 y más tarde en los cines estadounidenses, aunque su distribución fue escasa. Los críticos la recibieron de forma positiva; Roger Ebert, del Chicago Sun-Times, dijo que la película «es el más certero retrato del alcohólico de bar que jamás haya visto» y Owen Gleiberman, de Entertainment Weekly, valoró favorablemente la actuación de Buscemi diciendo que fue «el mejor rol de su carrera» y calificó el filme como «uno de los retratos más naturales de un alcohólico que se hayan hecho».
En 1999 recibió una candidatura a los Premios del Sindicato de Directores por su trabajo de dirección en un episodio de la serie policial Homicide: Life on the Street. Su segundo largometraje detrás de cámaras fue Animal Factory, una historia centrada en la relación entre un preso que se encuentra por primera vez entre rejas y otro que ha pasado la mayor parte de su vida adulta en prisión, encarnados por Edward Furlong y Willem Dafoe respectivamente. La historia se basó en el libro The Animal Factory, escrito por Edward Bunker, a quien Buscemi conoció durante el rodaje de Reservoir Dogs. Aunque miró algunas películas carcelarias antes de la preproducción —entre ellas Fuerza bruta con Burt Lancaster—, el director prefirió centrarse más en la relación entre los protagonistas. La producción contó con tres millones seiscientos mil dólares para la realización del filme y empleó presos reales como extras. Animal Factory se estrenó en el Festival de Cine de Sundance a principios del año 2000. El crítico Owen Gleiberman, de Entertainment Weekly, elogió el trabajo de Buscemi como director y comparó la «humanidad» del filme con el estilo del cineasta Jonathan Demme. Asimismo, fue invitado por el creador de Oz, Tom Fontana, a dirigir dos episodios de dicha serie de HBO, también de temática carcelaria.
A raíz de su trabajo en Trees Lounge, David Chase, el creador de Los Soprano, invitó Buscemi a dirigir un episodio de la serie. Por su dirección del episodio, titulado «Pine Barrens» y transmitido en el año 2001, Buscemi recibió nominaciones a los Premios Emmy a la mejor dirección en una serie dramática y a los Premios del Sindicato de Directores en la misma categoría. «Pine Barrens» es considerado uno de los mejores episodios de la serie. Buscemi volvió a dirigir la serie en tres episodios más: «Everybody Hurts» en 2002, «In Camelot» en 2004 y «Mr. & Mrs. John Sacrimoni Request» en 2006. Después de participar por primera vez en Los Soprano, Buscemi declaró:

La primera escena que dirigí fue con Jimmy [Gandolfini] y nunca antes había trabajado con él. Hace su papel tan bien que es un poco intimidante acercarse a él, sientes como si le estuvieses hablando a Tony Soprano. Era afectuoso y amable, pero yo estaba tan acostumbrado a ver la serie como un producto terminado que fue una experiencia surreal.

Transcurrieron cinco años desde Animal Factory antes de que Buscemi volviera a dirigir su siguiente largometraje, Lonesome Jim, protagonizado por Casey Affleck y Liv Tyler. La trama gira en torno a Jim, un joven de veintisiete años que vuelve a su pueblo natal para vivir con sus padres después de no tener éxito como novelista en Nueva York. La historia fue escrita por James C. Strouse y atrajo a Buscemi, que la describió como «un comedia sobre la depresión». Cuando Buscemi leyó el guion, este le recordó al «tono» de los filmes de Aki Kaurismäki —aunque Strouse no conocía el trabajo de Kaurismäki— y en la preproducción llevó al guionista a una proyección de películas del director finlandés. Después de que el estudio original encargado de financiar la película se desligó del proyecto, Lonesome Jim fue financiada por una compañía más pequeña, por lo tanto, el presupuesto para su realización cayó de tres millones de dólares a quinientos mil dólares y los días de rodaje se redujeron de treinta a diecisiete. La película fue proyectada en el Festival de Cine de Sundance de 2005, donde fue candidata al premio del jurado, y llegó a los cines estadounidenses en marzo de 2006, sin lograr gran difusión y recaudando solamente 154 187 dólares. En su reseña para la Rolling Stone, Peter Travers escribió: «Buscemi no actúa en Lonesome Jim, pero su humor pícaro y su agudo ojo para los matices resuenan en cada fotograma. No recuerdo haberlo pasado tan bien en una película sobre depresión». Además, Lonesome Jim fue incluida entre las mejores películas independientes de ese año según el National Board of Review.
Su siguiente película fue Interview, estrenada en 2007 y protagonizada por él mismo con Sienna Miller. Interview es una adaptación de la versión original neerlandesa del mismo nombre dirigida por Theo van Gogh, asesinado por radicales islámicos en 2004. Buscemi interpreta a un periodista de asuntos políticos que se ve forzado a entrevistar a una actriz estrella de telenovelas; la mayor parte de la trama transcurre en un único escenario con Buscemi y Miller como protagonistas. La película se rodó usando el mismo método que usaba van Gogh: filmando con tres cámaras simultáneamente, dos enfocando a cada actor y la restante enfocando toda la escena. Interview se proyectó en los festivales de Sundance y Berlín antes de ser estrenada en los cines, donde recaudó casi un millón y medio de dólares en todo el mundo, con un presupuesto aproximado de un millón de dólares. La reacción de los críticos con respecto a la película fue variada; muchos coincidieron en el buen nivel actoral mostrado por ambos protagonistas, mientras que otros criticaron la trama. El periódico The Village Voice se refirió a Interview como «la película menos real y más artificial de Buscemi».
Habiendo dirigido previamente múltiples episodios de series de televisión como Nurse Jackie, 30 Rock, Portlandia y Miracle Workers, en octubre de 2021 se anunció que Buscemi había finalizado el rodaje de un nuevo largometraje titulado The Listener, filmado en solo seis días. Escrito por Alessandro Camon, el filme tiene solo un personaje, una voluntaria de la línea telefónica de ayuda. The Listener se estrenó en la sección Giornate degli Autori del Festival Internacional de Cine de Venecia de 2022 y se trató de su primer largometraje como director en quince años, no por falta de iniciativa sino que, según él, por tratarse de «una industria difícil». El sitio Deadline reconoció en The Listener elementos de Trees Lounge y Lonesome Jim, y escribió que «no hay un momento eureka en el que todo encaja, y el público tendrá que sumergirse en su estado de ánimo inquietantemente tranquilo y crepuscular para disfrutarla al máximo». Seguidamente, se anunció que su próximo trabajo como director, The Grand Duke, comenzará a filmarse en enero de 2024.

## Otros trabajos
Buscemi grabó tres canciones con el cantante Lou Reed para el álbum The Raven (2003), basado en los trabajos del escritor Edgar Allan Poe. «Broadway Song» fue incluida en la versión corriente del álbum y «Old Poe» y «The Cask» en la edición limitada del mismo. En 2022, grabó parte de la versión audiolibro de The Philosophy of Modern Song de Bob Dylan. En 2007, fundó su propia productora, llamada Olive Prods, con Stanley Tucci y Wren Arthur. El primer proyecto que produjeron fue la road movie Saint John of Las Vegas, protagonizada por Buscemi. Al poco tiempo, Olive firmó un acuerdo con Lionsgate para desarrollar futuros proyectos en conjunto.
Como parte de la serie web American Express Unstaged, dirigió varios videos promocionales y un concierto de la banda Vampire Weekend que cerró el Festival de Cine de Tribeca de 2013. Además fue responsable de las luces y el diseño del escenario. Inspirado en dicho trabajo con Vampire Weekend y antes de filmar la última temporada de Boardwalk Empire, Buscemi comenzó a trabajar en su propio talk show titulado Park Bench with Steve Buscemi, el cual produjo, dirigió y condujo y fue transmitido en línea a través de AOL On. El programa se estrenó en 2014 y duró dos temporadas con episodios de entre diez y doce minutos de duración, los cuales tenían a Buscemi charlando con personalidades de Nueva York en diferentes puntos de la ciudad, generalmente en parques. El periódico The New York Observer escribió sobre la serie: «Se siente fresca por la falta de posicionamiento de producto y ausencia de insulsas celebridades promocionando sus últimas películas». Ese año, Buscemi consiguió dos nominaciones al Premio Emmy, una en la categoría de mejor programa no ficticio en formato corto por Park Bench with Steve Buscemi y otra como mejor actor invitado por su actuación en Portlandia. Las entrevistas fueron realizadas sin guion y basándose en la improvisación, Buscemi explicó:

No tengo que memorizar ninguna línea. No tengo que ir a peluqueros y maquillaje o vestuario. Me gusta la libertad que tiene. Me encantó hacer Boardwalk Empire, pero es una producción enorme. Cuando hice esos cortos para Vampire Weekend, lo que me gustó fue que solo tomamos una cámara. Teníamos algunos guiones básicos, pero improvisamos mucho y realmente me gustó eso. Yo vengo del teatro. Boone y yo escribíamos nuestro propio material, pero la manera en que escribíamos venía de la improvisación. Extraño esa forma de trabajar. Extraño trabajar rápido. Esta es mi improvisación. Hago eso acá y lo hago también en Portlandia.

En 2015 apareció en un anuncio del Super Bowl para la marca Snickers, donde personificó a Jan Brady en una parodia de la serie The Brady Bunch. En 2022 volvió a aparecer en otro anuncio para el mismo evento, esta vez para la marca Anheuser-Busch InBev, el cual hace referencia a El gran Lewbowski. En algunas ocasiones otras marcas lo seleccionaron como modelo, como es el caso de H&M en 1999 y Kith en 2022.
Buscemi participó como anfitrión y productor de Big Time, un podcast original de Apple sobre crímenes reales. En esta serie de catorce episodios, estrenada marzo de 2025, al actor explorará crímenes audaces como secuestros falsos, elaborados robos, estafas y planes sorprendentes que casi tuvieron éxito. El podcast fue producido por Olive Productions, la productora de Buscemi.

## Estilo

### Características
A lo largo de su carrera, Buscemi ha interpretado papeles tanto cómicos como dramáticos en diversos medios como el cine comercial, el cine independiente, la televisión y el teatro. Aunque es más conocido por sus papeles como actor secundario o de carácter, también ha sido protagonista en varias ocasiones —por ejemplo, en cintas como Living in Oblivion, Delirious o la serie Boardwalk Empire—. A menudo sus personajes se han caracterizado por ser excéntricos, en parte debido a su aspecto físico contrario al de las estrellas de cine. Janet Maslin lo definió como «un actor que normalmente interpreta lunáticos con los ojos bien abiertos». Habiendo comenzado su carrera en el cine en los años 1980, ha trabajado de forma continua y prolífica y tiene en su haber más de cien participaciones en películas; aunque muchas de ellas son cameos o apariciones breves: «No paso tres o cuatro meses en una película, paso tres o cuatro semanas. A veces tres o cuatro días», explicó Buscemi. Su carrera también es notable por la cantidad de veces que ha muerto en pantalla; Varios sitios que han enumerado las películas en las que su personaje termina muriendo e incluso recopilado algunas de ellas en video. La revista Far Out estimó que murió más de veinte veces en pantalla.

### Crítica
En 1997, la revista Empire colocó a Buscemi en el puesto número cincuenta y dos en su lista de las «cien mejores estrellas de cine de todos los tiempos». En una de sus reseñas, el reconocido crítico Roger Ebert se refirió a Buscemi como «uno de los mejores actores vivos». En otra reseña, Ebert comentó que el actor «interpreta al mejor amigo del protagonista absolutamente mejor que nadie». Por su parte, Andrew Sarris calificó el trabajo del actor como «siempre fiable» y afirmó que «se ha vuelto una especie de leyenda del cine por su casi total falta de narcisismo». El crítico de CBS News Sunday Morning, David Edelstein, lo describió como «quisquilloso, pero magnético» y como un «gul moderno», y además opinó que los «directores sin suerte ven en Buscemi a su perdedor interno». Manohla Dargis, crítica principal de The New York Times, escribió: «El Sr. Buscemi se roba sus escenas con disimulo, mordisqueando donde otros actores muerden y tragan». De acuerdo con la publicación Film Comment, «sus personajes son la alquimia de convertir la tragedia en comedia negra».
Algunos críticos como Matt Zoller Seitz de Salon.com o Tim Appelo de Seattle Weekly han empleado el adjetivo «buscemiano» para referirse a actuaciones que presentan características antes mostradas por Buscemi; algunas de las palabras que Ebert usó para referirse a esas características fueron: «desgastado, dubitativo, irónico, resignado». Debido a su aspecto físico ha sido comparado con otros actores anteriores a él como Don Knotts y Peter Lorre; Philip Kemp, de la revista Sight & Sound, lo etiquetó como un «descendiente directo» de Lorre y Elisha Cook Jr. Según el periódico británico The Independent, el atractivo del actor se debe en gran parte a «su cotidianidad sin barnizar». Dada su extensa trayectoria en películas de bajo presupuesto, a menudo, los críticos lo han incluido entre las figuras más destacadas del cine independiente; The Guardian escribió que «se ha vuelto casi un talismán para la industria del cine independiente moderno» y Ebert lo consideró «el representante del cine independiente estadounidense». De la misma forma, Sight & Sound escribió que «tantas películas indie prestigiosas están encantadas por la nerviosa presencia de Steve Buscemi que es difícil de imaginar una exitosa sin él». Sobre su extensa cantidad de créditos, The Guardian afirmó: «Su omnipresencia solo es superada por la corporación McDonald's y Christopher Walken».
Con respecto a su trabajo como director en el cine y la televisión, Matt Zoller Seitz comentó que sus trabajos se basan en un «naturalismo exacerbado al estilo John Cassavetes» y agregó: «Pero su sentido de la composición es preciso, clásico, en cierto modo conservador, y casi siempre perfecto».

### Influencias
Desde su juventud, Buscemi fue seguidor de figuras de la comedia como Woody Allen, George Carlin, Steve Martin y Buster Keaton, y durante sus inicios como actor a finales de los años 1970 se dedicó durante un tiempo a la comedia en vivo, pero la abandonó al no poder encontrar su propio «estilo cómico» y no sentirse cómodo con la «soledad» del escenario; fue trabajando en sus propias obras con Mark Boone Junior que comenzó a desarrollar un estilo cómico más notorio. También ha mencionado su trabajo con el comediante Rockets Redglare y en el teatro en la East Village como parte fundamental de su formación como actor: «Ahí es donde siento que realmente me volví actor», dijo Buscemi. Su inclinación hacia la actuación se acrecentó después de ver dos películas: El padrino II (1974) y Tarde de perros (1975), ambas protagonizadas por Al Pacino; Buscemi explicó:

Quedé sorprendido al ver a Al Pacino y John Cazale en El padrino y más tarde verlos a ambos siendo tan diferentes [en Tarde de perros]. De hecho, ni siquiera me había dado cuenta de que John Cazale era el mismo actor que en El padrino; realmente me impresionó y seguí su trabajo después de eso. [...] Fue inspirador para mí porque sentí que quizás yo podría hacer lo que esos tipos hacían. Especialmente John Cazale. Era un personaje secundario muy interesante y gracioso. [...] De niño me gustaban las películas de Bogart, Cagney y Jimmy Stewart, pero en realidad no me identificaba con ese tipo de actor. Las películas de los '70 me influenciaron como actor. Recuerdo que pensaba: «Sí, es posible, porque quiero y creo que puedo hacer lo que estos tipos están haciendo».

Las películas de John Cassavetes tuvieron una importante influencia en el trabajo de Buscemi, especialmente durante la escritura de su primera película como director, Trees Lounge; para dicho trabajo también se inspiró en Fat City de John Huston. Buscemi ha nombrado la cinta Una mujer bajo la influencia, de Cassavetes, como una de sus favoritas. Algunos cineastas con los que ha trabajado como actor y que han dejado una marca en él son Alexandre Rockwell —por su trabajo en In the Soup— y Robert Altman. Ha citado You Can't Win (1926), de Jack Black, como uno de sus libros favoritos junto con los trabajos de los escritores de la generación beat, entre ellos Junkie (1953) y Queer (1985), de William S. Burroughs, y En el camino (1951), de Jack Kerouac.

## Vida personal

### Familia
A principios de los años 1980 conoció a la coreógrafa y directora Jo Andres, con quien se casó en 1987. Más tarde, abandonaron la East Village —donde se conocieron y vivieron juntos— para trasladarse a Park Slope (Brooklyn). El matrimonio tuvo un hijo: Lucian Buscemi, nacido en 1991. Estuvieron casados hasta 2019, año en que Andres falleció como consecuencia del cáncer. En 2023, se informó que el actor había comprado un penthouse en Rose Hill (Manhattan). Uno de sus hermanos menores, Michael Buscemi, también es actor. Además está emparentado de forma lejana con el bajista Chris Baio, de la banda de rock Vampire Weekend, y con la modelo italiana Giusy Buscemi. Aunque Buscemi suele pronunciar su apellido /buːˈsɛmi/, la pronunciación correcta en italiano es /buʃˈʃɛːmi/; «Tuve que ir a Sicilia para descubrir que pronuncio mal mi apellido», declaró el actor.

### Incidentes
Durante el rodaje de Domestic Disturbance en abril de 2001, fue apuñalado en la garganta, la cabeza y el brazo cuando se encontraba en medio de una pelea en un bar de Wilmington (Carolina del Norte) entre Vince Vaughn, el guionista Scott Rosenberg y dos ciudadanos de la localidad. El incidente se produjo alrededor de las dos de la mañana después de que Vaughn comenzara a hablar con la pareja de uno de los individuos. Los implicados en la pelea, entre ellos Vaughn y Rosenberg, fueron arrestados y Buscemi fue conducido a un hospital cercano y más tarde a Nueva York. El agresor de Buscemi recibió cargos por asalto a mano armada e intento de asesinato. Aunque los cargos por intento de asesinato fueron retirados, el hombre —de veintiún años de edad— se declaró culpable y fue sentenciado a veinticinco meses de prisión; después de cumplir 180 días tras las rejas, se le ordenó pasar tres años en libertad condicional supervisada. Más de dos décadas después, en agosto de 2024, cuando se encontraba cenando en un bar de Irlanda, se apresuró corriendo hacia una multitud para intentar detener una pelea. Un testigo que reconoció al actor se acercó a hablar con él, y este afirmó que era «la primera pelea» que había visto.
En mayo de 2024 sufrió una nueva agresión en el Medio Manhattan (Nueva York), cuando un individuo desconocido lo golpeó con el puño en el rostro. Fue trasladado a un hospital cercano con hematomas, hinchazón y sangrado en el ojo izquierdo. Su representante comunicó más tarde que Buscemi se encontraba bien y se había recuperado del ataque. El atacante, descrito como un «hombre de tez oscura, que usa una gorra de béisbol de color oscuro, camiseta azul, pantalón negro, zapatillas blancas y lleva una mochila», fue detenido una semana después. La policía arrestó a Clifton Williams por dos agresiones, incluido el ataque a Buscemi.

### Activismo e ideas políticas

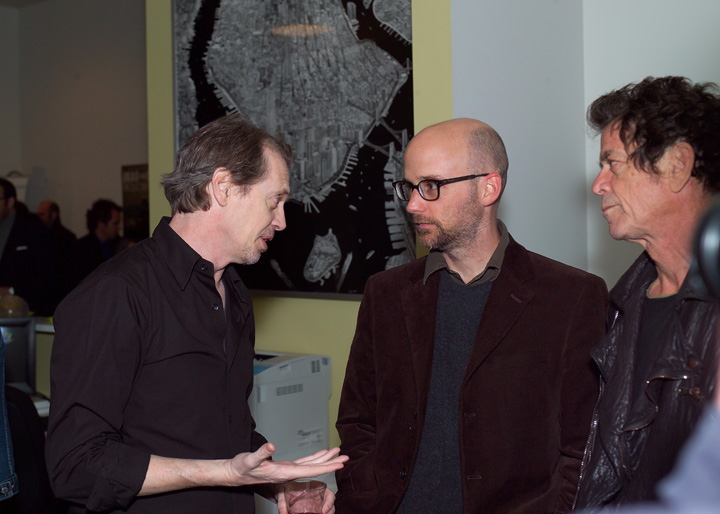
Buscemi con los músicos Moby y Lou Reed en la proyección del documental Iraq for Sale en octubre de 2006 en Nueva York.

Tras los atentados del 11 de septiembre de 2001, se presentó como voluntario en su viejo cuartel de bomberos. Esa semana, trabajó en turnos de doce horas excavando entre los escombros en busca de sobrevivientes, mientras se negaba a dar entrevistas y ser fotografiado, por lo que casi nadie se enteró hasta mucho tiempo después. Su compañía, Engine 55, perdió cinco hombres como consecuencia de los atentados, unos de ellos era excompañero de Buscemi. Posteriormente, continuó cerca de la comunidad de bomberos de Nueva York, apoyando a otra compañía después de los destrozos provocados por el huracán Sandy, recaudando fondos para ayudar a los damnificados y participando en protestas en contra del cierre de estaciones de bomberos, lo que en 2003 lo llevó a ser arrestado. En 2014 fue nombrado jefe honorario del Departamento de Bomberos de la Ciudad de Nueva York. En 2021 reveló que sufrió de trastorno por estrés postraumático posteriormente a esa semana de trabajo con los bomberos tras el derrumbe del World Trade Center.
En marzo de 2003, encabezó un grupo de protesta con Ethan Hawke y Jessica Lange frente a la sede de las Naciones Unidas en Nueva York en contra de la invasión de Irak. En cinco días, los organizadores, Win Without War y MoveOn.org, lograron reunir más de un millón de firmas en contra de la intervención militar estadounidense. En 2004, manifestó su apoyo a la candidatura a la presidencia del demócrata John Kerry y ayudó a recaudar fondos para su campaña electoral. En 2008, manifestó su apoyo a la campaña presidencial del demócrata Barack Obama y cuando se le preguntó sobre la gestión de Obama en 2013, Buscemi dijo estar «un poco decepcionado». Es amigo del político demócrata Bill de Blasio y apoyó públicamente su candidatura a alcalde de Nueva York en 2012. Apoyó a De Blasio en la carrera por la reelección en 2017 y en 2019 se dio a conocer que Buscemi era uno de los mayores donantes de De Blasio para las primarias presidenciales del Partido Demócrata de 2020. En 2021, De Blasio le otorgó las llaves de la ciudad. En 2017 expresó su oposición a las políticas de Donald Trump y posteriormente apoyó la candidatura de Joe Biden. Durante las elecciones presidenciales de Estados Unidos de 2024, apoyó la candidatura de Kamala Harris y ayudó a recaudar fondos para su compaña electoral.
En una entrevista para The Guardian opinó que «mucha gente de clase trabajadora en todo el país vota en contra de sus propios intereses» y que «si tu objetivo sólo es ganar dinero, ese no es un objetivo digno en sí mismo». A raíz de esas afirmaciones, el periodista Palash Ghosh de International Business Times escribió: «Aparentemente, está bien que Buscemi se haga rico, pero los demás deberían sentirse avergonzados por ello. Tal vez Buscemi debería ir a otro café snob de moda en Park Slope y pedir otro café con leche». Buscemi está entre las personalidades de Hollywood en favor del control de armas. En 2008, el presidente de la Coalición de Asociaciones Italoestadounidenses, Louis Tallarini, criticó la invitación a Buscemi a una charla de esa organización y argumentó que su retrato del «estilo de vida mafioso» en Los Soprano ayudó perpetuar un estereotipo negativo de los estadounidenses de origen italiano.
En una campaña organizada por PETA en 2003, con otras figuras públicas, ayudó a ejercer presión sobre el gobierno de Corea de Sur para que detuviera la tortura de perros y gatos en ese país. En 2024, fue reconocido por PETA con el Compassion in Film Award por utilizar un animal de compañía en The Listener, en lugar de un perro de uno de los proveedores de animales de Hollywood. Además ha apoyado a otras organizaciones tales como Acción Contra el Hambre, Collaboration Foundation, Fondo Global para Mujeres, Motion Picture & Television Fund, ONE Campaign, SAG Foundation y Friends of Firefighters. En apoyo a la huelga de actores y actrices de Estados Unidos de 2023, participó en un acto con otros actores en el Times Square de Nueva York.

## Premios y nominaciones
A lo largo de su carrera, Buscemi ha recibido los premios Globo de Oro, SAG, Emmy e Independent Spirit, entre otros, y ha recibido numerosas candidaturas adicionales. En 2011 ganó por primera vez el Globo de Oro al mejor actor dramático por su actuación en la serie de televisión Boardwalk Empire. Los Premios SAG también reconocieron su trabajo en dicha serie y le otorgaron un total de cuatro premios, dos en la categoría de mejor reparto de televisión y dos al mejor actor de televisión en una serie dramática, recibidos entre 2011 y 2012. Asimismo, ha sido nominado a los Premios Emmy en varias ocasiones, incluyendo un candidatura a la mejor dirección en una serie dramática por su trabajo en Los Soprano, y obtuvo el premio en 2016 como productor ejecutivo de su talk show Park Bench with Steve Buscemi en la categoría de mejor serie de variedades en formato corto. Su trabajo como actor en Ghost World le valió el Independent Spirit Award al mejor actor de reparto por segunda vez —ya lo había conseguido con Reservoir Dogs— y otros galardones otorgados por asociaciones de críticos de cine como los New York Film Critics Circle Awards, los Críticos de Cine de Nueva York en Línea y la Asociación de Críticos de Cine de Chicago.